# والتر روجرز
والتر روجرز (بالإنجليزية: Walter Rogers)‏ (1 يناير 1883 في المملكة المتحدة - ) هو لاعب كرة قدم بريطاني (وحمل سابقاً جنسية المملكة المتحدة لبريطانيا العظمى وأيرلندا) في مركز الوسط. لعب مع بورت فايل وستوك سيتي ونادي ريدنغ.